# حسن المقرون
حسن بن عمر المقرون 1872. قائد عسكري شهير في عهد البايات. تحدث عنه أحمد بن أبي الضياف في إتحاف أهل الزمان وخصص له ترجمة مطولة نذكرها هنا لأنها أشمل ترجمة تخص هذه الشخصية السياسية المساكنية. 

## ترجمة ابن أبي الضياف[1]
« الأمير الشريف أبو محمد حسن ابن الشريف الوجيه أبي حفص عمر المقرون المساكني. هذا الفاضل من أعيان بيوت الشرف بمساكن، من كبار بلدان الساحل، ولوالده رفعة وسمعة بها. واختير للخدمة العسكرية ليكون أسوة لأمثاله من الأعيان، وخدم بالمحمدية من أنباشي وتدرج في سلم الخدمة إلى أن صار أمير لواء. وأقبل في مبادئ أمره على تعلم الصناعة الحربية بجد واجتهاد حتى صارت هذه الصناعة طبيعة من ذاته، والاشتغال بها أكبر لذاته. وكان المشير أبو العباس أحمد باي يعرف منزلته ويوليه ما يناسبها من الحظوة والتقريب زيادة على حظوة أبيه المعروفة المسلمة في بلاده. وأعطاه المشير أبو العباس أحمد باي الدار التي بناها الوزير شاكير صاحب الطابع ببلد مساكن. وله في خدمة الدولة آثار مشهورة وأخبار مذكورة. ووجهه الباي صاحب القانون إلى بلده مساكن في فتنة الاثنين والسبعين، وخرج منها خائفا يترقب لأن الأمر يومئذ بيد العامة وأخوه وأمثاله يومئذ تلعب بهم أيدي العامة وأهل البطالة، حتى ما كان لطف الله بهذه الإيالة وخروج الوزير أبي العباس أحمد زروق بالمحلة وقهره للعامة بالساحل. وربما يقول القائل إن هذا اللطف من الله نعمة لكن في طبها نقمة أبادت الساحل وثروته وتركته كأمس الدابر، وهرب أخوه، لما سل سيف انتقام المحلة، إلى دار قنصل الأنقليز بسوسة، ووراءه عقارب السعايات ، وانتاشه القنصل وأجاره من ذلك العدوان، وطولب بعين من المال يدفعه معجلا، وتلونت الأقوال في ألقاب جوره، وهو السبب في خروجه من هذا القطر. وكان في أيام القانون تقدم رئيسا على ضبطية الحاضرة، فزانها وضبطها ورتب أسباب الأمن والراحة، فقصرت الأيدي العادية وأمنت الساحة، وكان تقدمه لهذه الرئاسة في شعبان سنة 1278 ثمان وسبعين ومائتين وألف (فيفري1862م) بإشارة الوزير المنصف أبي محمد خير الدين، وكانت ولايته من ألطاف الله بهذا القطر. وذلك أنه في فتنة الاثنين والسبعين والهرج الذي وقع في البلاد، وكانت سفن الفرانسيس يومئذ بحلق الوادي، وطلبوا النزول للبر للإعانة، ولم يوافقهم الباي، وقع من بعض الأوباش من سفلة العامة التي إذا اجتمعت ضرت وإذا افترقت نفعت، وفيهم جم غفير ممن له رغبة في فتنة تقع في البلاد لفائدة تخصه، وحرك بعض الصبيان لخطف شيء من ثياب بعض اليهود قرب باب البحر، فطار إليه الخبر وهو بالدريبة، فخرج في الحين راجلا ومعه غالب الضبطية إلى باب البحر، وتمكن ببعض الصبيان وأنفار من الذين انخرطوا في سلكهم وأتى بهم للدريبة وحكّم في أبشارهم الضرب بالعصي أمام الدريبة في شارع المارة، ليرى مبصر ويسمع واع. وبات تلك الليلة يدور في البلاد راجلا وملأ السجن من هؤلاء، ومنهم من أعاد له الضرب. وكان الضرب يومئذ محجورا، فكاتب الباي بأنني الآن أضرب بالعصا على خلاف القانون، ارتكابا لأخف الضررين، وأنا بين يديك غدا والآن. وأنجى الله هذه الحاضرة على يد هذا الشريف من نهب وسفك دماء، وسفن الفرانسيس بشاطئها ويعلم الله ما وراء ذلك. ومن الغد شكره كل ساكن في البلاد من أهلها ومن غيرهم، وشكره الباي ورجال دولته. ولو لم يكن له من المآثر إلا هذه لكفته في دينه ودنياه. ومع ذلك لزمه الهروب إلى دار قنصل الأنقليز ارتكابا لأخف الضررين. وسافر مع أخيه على يد القنصل إلى طرابلس ومنها إلى مصر واستقر بها. وكاتبه الباي وأمّنه، فرجع يقوده إيمان حب الوطن. واستعمله الباي على بنزرت فسار فيها بحزمه وإنصافه وما يحمد من أوصافه. وكان يقرب إلى الأمية شغلته العلوم العسكرية عن إتقان الكتابة وتوابعها، ثم أنهكه ضعف البدن وشيخوخة السن وألجأه ذلك إلى الاستهفاء وقبل منه.ولم يزل على مقامه واحترامه، وامتحن قبيل وفاته بقطع رجله لمرض أصابه، وخرج الأطباء يومئذ متعجبين من ثباته وصبره، قريبا من قطع رجل عروة بن الزبير. وكان شهما حازما، نقي العرض، بعيدا عن التصنع، نزيه النفس عن المطامع التي تدنس النفس والخطط والرئاسة، عالي الهمة يقدم أدنى مصلحة عمومية على أعظم مصلحة تخصه، ناهيك عن أخلاق علوية، ونفس عظامية عصامية، وهمة من المطامع برية. ولم يزل على جميل حالاته، رافلا في جميل صفاته، إلى آخر ساعاته، وذلك في أشرف الربيعين من سنة 1289 تسع وثماني ومائتين وألف (ماي 1872م)، وعزم أخوه على حمل جسده الشريف إلى تربة آله ببلد مساكن، فمنعه الباي خوفا على بدنه من التغيير بحر الصيف، وإكرام الميت الدفن. ودفن بالسلسلة كأمثاله، قابله الله بالرحمة والرضى.».